# Miladummadulu
Miladummadulu est un atoll des Maldives. Ses 29 114 habitants se répartissent sur 29 des 142 îles qui le composent.